# آلفردو کاریکابری
آلفردو کاریکابری (اسپانیایی: Alfredo Carricaberry‎; ۸ اکتبر ۱۹۰۰ – ۲۳ سپتامبر ۱۹۴۲) بازیکن فوتبال اهل آرژانتین بود.
از باشگاه‌هایی که در آن بازی کرده‌است می‌توان به باشگاه فوتبال اتلتیکو هوراکان، باشگاه ورزشی سن لورنسو آلماگرو، و باشگاه فوتبال آرژانتینوس جونیورز اشاره کرد.
وی همچنین در تیم ملی فوتبال آرژانتین بازی کرده‌است.